# Marie Walewska
Marie Walewska (polonès: Maria Walewska)  (Kiernozia, 7 de desembre de 1787 - París, 11 de desembre de 1817) va ser una influent noble polonesa, durant quatre anys amant de Napoleó Bonaparte, amb qui va tenir un fill, el polític i diplomàtic Alexandre Colonna Walewski (1810-1868). També va estar casada amb l'oficial napoleònic Philippe Antoine d'Ornano. El 1937 es va estrenar una pel·lícula sobre la seva vida anomenada Conquest, amb Greta Garbo interpretant el paper de Walewska i Charles Boyer en el paper de Napoleó.

## Biografia
Maria va néixer al si d'una família de la noblesa polonesa amb escassos recursos, els Leczynski. Era la petita de set germans: Benedykt Jozef, Hieronim, Teodor, Honorata, Katarzyna i Urszula-Teresa. En la seva infantesa va comptar amb bons professors com Nicolas Chopin i en arribar a l'adolescència va ingressar en un convent, com era costum en la noblesa, per tal d'acabar els estudis. Amb divuit anys acabats de fer es va aparaular el seu matrimoni amb el comte Anastase Colonna Walewski, un acabalat home de la noblesa polonesa molt més gran que ella. Tot i la diferència d'edat Maria es va sacrificar pel bé dels seus germans, ja que el seu pare havia mort i la seva mare amb prou feines podia criar tots els fills.
Amb el seu marit es van instal·lar a Varsòvia i va tenir un fill, Antoni Rudolf Colonna-Walewski. En aquell moment, Napoleó Bonaparte era vist pels polonesos com el salvador que podia alliberar Polònia de les ambicions russes i Marie i el seu marit es movien en els cercles bonapartistes de la ciutat. Així, l'1 de gener de 1807 Marie va conèixer Bonaparte en una aparició pública d'aquest a la capital. L'emperador va mostrar de seguida interès per la comtessa Walewska, informació que va arribar al príncep Poniatowski, que va veure l'oportunitat d'aconseguir la protecció francesa davant de prussians i russos.
Segons el que Marie va escriure als seus diaris, Poniatowski va organitzar un ball en honor de Bonaparte i ho va preparar tot perquè ella fes el ball d'obertura amb l'emperador. Tot i que al principi Marie es va sentir ofesa per ser utilitzada políticament pel seu marit i el príncep, finalment va iniciar una relació amb Bonaparte que duraria quatre anys i fruit de la qual naixeria un fill l'any 1810, Alexandre Jozef. Per aquesta època Marie ja vivia a França, en un palauet de la rue Montmorency i rebia una renda de 120.000 francs anuals.
El 1811 l'emperador va acabar la relació amb Marie, però va continuar contribuint al futur d'ella i del seu fill, fent-li donació d'una hisenda a Nàpols i una renda de 170.000 francs anuals. L'any 1812 Walewska va quedar vídua. Posteriorment, quan Napoleó va caure, Marie el va intentar anar a veure a Santa Helena, però aquest s'hi va negar i ella va decidir tornar a París, on, el setembre de 1816, es va casar amb el comte Philippe Antoine d'Ornano (1784-1863), mariscal de França i cosí segon de Bonaparte.
L'any següent Marie va morir en donar a llum al seu tercer fill, Rudolf-August, i el seu cos va ser traslladat a Polònia, tot i que el seu cor es va enterrar a la cripta familiar dels Ornano, al cementiri Père-Lachaise.